# Janet Napolitanová
Janet Napolitanová (nepřech. Napolitano, * 29. listopadu 1957 New York) je americká právnička a politička za Demokratickou stranu.

## Život a politická kariéra
Do 21. ledna 2009 zastávala úřad guvernérky státu Arizona; byla teprve třetí ženou, jež této funkce dosáhla. Poprvé byla zvolena v roce 2002 a podruhé v roce 2006, čímž se stala první ženou v arizonské historii, které se podařilo znovuzvolení do funkce. Od roku 2009 do roku 2013 byla ministryní vnitřní bezpečnosti USA. V roce 2005 ji časopis Time zařadil do žebříčku pěti nejlepších guvernérů v USA.
Prezident Barack Obama ji jmenoval ministryní vnitřní bezpečnosti ve své vládě. Již od počátku bylo její jmenování kritizováno některými republikány, kteří tvrdili, že nemá pro výkon takové funkce dosti zkušeností. Poté, co selhání amerických bezpečnostních služeb umožnilo jen šťastnou náhodou neúspěšný pokus o atentát na let Northwest Airlines 253, se ke kritice přidali i někteří demokraté a Napolitanová čelila silnému tlaku, aby odstoupila.
Od roku 2013 je prezidentkou Kalifornské univerzity.